# Isla Persa
Isla Persa är en bergstopp i Schweiz.   Den ligger i regionen Engiadina Bassa/Val Müstair och kantonen Graubünden, i den östra delen av landet, 190 km öster om huvudstaden Bern. Toppen på Isla Persa är 2 850 meter över havet.
Terrängen runt Isla Persa är bergig åt sydost, men åt nordväst är den kuperad. Närmaste större samhälle är Davos, 16,2 km nordväst om Isla Persa. 
Trakten runt Isla Persa består i huvudsak av gräsmarker. Runt Isla Persa är det mycket glesbefolkat, med 4 invånare per kvadratkilometer.